# Agnieszka Dobrowolska
Agnieszka Dobrowolska z d. Bieńkowska (ur. 24 września 1905 w Krakowie, zm. 29 października 1979 tamże) – polska historyk sztuki, etnograf.

## Życiorys
Urodziła się w 1905 roku w Krakowie. Była córką profesora archeologii klasycznej na Uniwersytecie Jagiellońskim Piotra Bieńkowskiego. Jako wolny słuchacz uczęszczała na wykłady z historii sztuki na Uniwersytecie Jagiellońskim. W 1925 została żoną historyka sztuki Tadeusza Dobrowolskiego. Przeprowadziła się w 1925 roku do Bydgoszczy, gdzie mąż dostał posadę dyrektora Muzeum Miejskiego, zaś w 1927 do Katowic. Władze państwowe powierzyły Dobrowolskiemu urząd wojewódzkiego konserwatora zabytków oraz organizatora powstającego Muzeum Śląskiego. Dobrowolska jako wolontariuszka prowadziła w muzeum bibliotekę naukową, gromadząc literaturę międzynarodową pochodzącą z wymiany. Biblioteka prowadziła wymianę publikacji z około 150 instytucjami w Polsce.
Dobrowolska, interesując się strojami ludowymi i sztuką ludową, samodzielnie studiowała etnografię. Wydawała publikacje samodzielnie lub z mężem. Pisała do „Zarania Śląskiego” teksty o muzealnictwie i zdobnictwie ludowym. Po II wojnie światowej mieszkała w Krakowie. Wydała szereg publikacji dotyczących etnografii Łużyc i Pomorza. Zmarła w Krakowie 29 października 1979 roku. Została pochowana na cmentarzu Rakowickim.

## Wybrane publikacje
- Żywotek cieszyński: ze studiów nad strojem i haftem ludowym (1930)
- Wzory hafciarstwa ludowego na Górnym Śląsku (1936)
- Strój, haft i koronka w województwie śląskim (1936, wraz z Tadeuszem Dobrowolskim)
- Muzeum Miejskie w Bielsku (1938)
- Strój Jacków jabłonkowskich (1947)
- Strój ludowy na Łużycach (1948)
- Strój pyrzycki (1955)